# ماكارينا
ماكارينا (بالإسبانية: Macarena)‏، هي أغنية إسبانية كتبها أنجليس ديل ريو، وهي عبارة عن امرأة تحمل نفس الاسم. جزء من ألبوم «أنا أحب» (1994) ويمثل نجاح الدولي في عام 1995 و1996 و1997، ومازال مستمرا لعبادة التالية. وهو يعتبر واحدا من أكثر الأغاني رمزا للموسيقى والرقص لسنة 1990، والتي تم تصنيفها في عام 2002 من قبل VH1 كما الموسيقية رقم واحد في كل العصور. يستخدم أغنية نوع رئيسي من الإيقاع. يقع المسار في رقم 7 على لوحة الأعلى 100 كل وقت صفوف أيضا في رقم 1 في كل وقت أغاني بيلبورد اللاتينية. وهو أيضا رقم واحد ولوحة الغناء والرقص من الأغاني ستة لغة أجنبية لضرب # 1 منذ بدأ عصر الروك الحديثة في عام 1955.
كلمات «لا تجلس السبب لقد انتقلت مقعدك»، المجموعة البريطانية قرود القطب الشمالي، ويشير إلى ماكارينا في جملة واحدة: «لا ماكارينا في مخبأ الشيطان»، التي تعني «القيام ماكارينا في عرين الشيطان». وخلال الحفل، المغني اليكس تيرنر ماكارينا الرقص عندما تغني هذه العبارة.
في 2 أيلول، نشرت مجلة 2013 قائمتها لوحة الساخن 100 الذكرى ال55: في كل مرة وأعلى 100 أغاني التي كانت تقع في موقف
يستخدم أغنية نوع رئيسي من الإيقاع. يقع المسار في رقم 7 على لوحة الأعلى 100 كل وقت صفوف أيضا في رقم 1 في كل وقت أغاني بيلبورد اللاتينية. وهو أيضا رقم واحد ولوحة الغناء والرقص من الأغاني ستة لغات أجنبية لضرب واحد منذ بدأ عصر الروك الحديثة في عام1995.

## تاريخ الأغنية
دعيت فرقة لوس ديل ريو إلى حفلة خاصة لرجل الأعمال الفنزويلي غوستافو سيسنيروس. وكانت العديد من الفنزويليين البارزين الحالي في تلك الليلة، ومن بينهم الرئيس السابق كارلوس أندريس بيريز.
قد سيسنيروس رتبت للمعلم الفلامنكو المحلي، ديانا باتريشيا هيريرا Cubillán للقيام تظهر شيئا يذكر للضيوف، حيث انجليس ديل ريو كانت مفاجأة سارة مهارات الرقص ديانا باتريشيا. بشكل عفوي، أنطونيو روميرو مونجي نصف الأداء، وقرأ الأغنية بأنه تأييد للديانا باتريشيا، ويجري موسى من الأغنية، وتأخذ وقتا في وقت لاحق على لقب ماكارينا في جميع أنحاء العالم
التفسير الأكثر شهرة من هذه الأغنية تدور حول فتاة تدعى ماكارينا غش على صديقها مع اثنين من أصدقائه (في حين أن "جورا العلم"). ثم يقول ماكارينا "الحلم صلة لصديقها الجديد
يسمع لا ماكارينا في نهائي الفناء 1996 وكان يستخدم الموسيقى الحملة الانتخابية للحزب الديمقراطي، بيل كلينتون الحصول على إعادة انتخابه رئيسا للولايات المتحدة. كانت القصة البصرية للأغنية أن نرى مثل رقصة فريدة من نوعها مثل «ماكارينا» كل رئيس أمريكي في ممارسة الرقص السلطة. الأغنية أيضا تذكرت أنه خلال حفل الجمباز في دورة الألعاب الاولمبية الصيفية عام 1996، أغلق فريق من النساء في الولايات المتحدة في أدائها الرقص ماكارينا مع فريق روسيا البيضاء. وكان نجاح الأغنية من الضخامة بحيث أنه حتى بعد عشر سنوات، وكان لتحقيق فوائد قيمتها أكثر من 60 مليون يورو (كما نشر في الصحافة المحلية من الوقت إشبيلية). واحد باعت أكثر من 14 مليون وفقا لحركة الإعلام 4000000 والتي بيعت في الولايات المتحدة، ليصبح ثالث لواحد وأول أغنية في الإسبانية الأكثر مبيعا تاريخ الموسيقى في جميع أنحاء العالم.

## إصدار الأغنية
تم إصدار هذا الأصل على التسمية المحلية في إسبانيا في عام  1993، ظهرت «ماكرينا» لأول مرة عام 1994 عندما غنتها الفرقة الإسبانية «لوس دل ريو» ضمن ألبومهم الذي طُرح باسم «احب» في العام ذاته، إلا أن شهرة الأغنية لم تنطلق إلا بعد ظهور الفديو كليب الخاص بها، ليتحول مسارها إلى العالمية بعدما حفظ الشباب خطوات رقصتها، رغم عجزهم عن فهم كلماتها، فأدى الآلاف الرقصة بالشوارع والأماكن العامة حول العالم، وأصبحت الأغنية في مقدمة قوائم الاستماع بعدد من الدول واستمرت منتشرة طوال فترة التسعينات. حيث كان جيدا إلى حد ما. وفي العام التالي، اشترى التسمية BMG الأمريكية التسمية الإسبانية والمبينة لجعل «ماكارينا» نجاحا كبيرا في أمريكا. انهم تسويقها إصدار اللغة الإنجليزية الرقص النوادي والسفن السياحية، ثم أفرج عنه باعتبارها واحدة في عام 1995. وكانت ضربة طفيفة حتى صيف عام 1996، عندما ضرب جنون الرقص ماكارينا أمريكا. ذهبت الأغنية إلى رقم 1 في يوليو وبقيت هناك لمدة 14 أسبوعا.
في عام 1994 أطلقت الفرقة الغنائية الإسبانية لوس ديل ريو، أغنيتها الشهيرة ماكارينا ضمن ألبومهم الذي طُرح باسم «احب» في العام ذاته، إلا أن شهرة الأغنية لم تنطلق إلا بعد ظهور الفيديو كليب الخاص بها، ليتحول مسارها إلى العالمية بعدما حفظ الشباب خطوات رقصتها، رغم عجزهم عن فهم كلماتها، فأدى الآلاف الرقصة بالشوارع والأماكن العامة حول العالم.
ومن وقتها أصبحت الأغنية في مقدمة قوائم الاستماع بعدد من الدول واستمرت منتشرة طوال فترة التسعينات.
وعلى الرغم من ذلك الا أن الكثيرون من جيل التسعينيات في طفولتهم لم يبحثوا عن معاني كلمات الاغنية بقدر ما بحثو عن المتعة في الرقصة المصاحبة للأغنية والاستماع للموسيقى المختلة حينها.
لكن عند تم تفسير معنى كلمات الأغنية تبين أنها غير مبهجة واحتفالية كما تشير الموسيقى أو الرقصة، لكنها تدور حول قصة فتاة تدعى «ماكارينا»، خططت لخيانة حبيبها مع اثنين من أصدقائه في أثناء خروجه ليقدم طلبا للالتحاق بالجيش.
وكانت صحيفة مترو البريطانية قد عرضت رد فعل شباب من مواليد التسعينيات، بعد كشف معنى الأغنية، التي يبدو أن كثير منهم لم يعرفها من قبل، وأبدوا صدمتهم من أن الأغنية التي كان يتم تشغيلها في الحفلات والمدارس الابتدائية للرقص على أنغامها هي في الحقيقة تحمل معاني الخيانة.

## صدى الأغنية
أغنية ماركارينا التي أشعلت أغلب حفلات الفتيات من جيل التسعينات وكان لها أصداء كبيرة عند الغرب والعرب ولكن صحيفة ديلي ميل البريطانية صدمت العالم أجمع عندما نشرت المعنى الحقيقي لهذه الأغنية التي تعتمد على الموسيقى المرحة التي تدل على الفرح والشقاوة البريئة.
حيث أن هذه الأغنية تتحدث عن امرأة اسمها ماكارينا ولكنها ليست بالفتاة الجيدة حيث أن صديقاتها يشجعونها من خلال جملة Hey Makarina لخيانة حبيبها أو زوجها!
هذا السر جعل المئات من شبان وفتيات جيل التسعينات يشعرون بالصدمة لأنهم كانوا يحبون هذه الأغنية كثيراً ويرددونها دون معرفة المعنى الحقيقي للكلمات على العلم أن الكلمات كانت غير واضحة بسبب الموسيقى الصاخبة،
وعلى الرغم من ذلك الا أن الكثيرون من جيل التسعينيات في طفولتهم لم يبحثوا عن معاني كلمات الاغنية بقدر ما بحثو عن المتعة في الرقصة المصاحبة للأغنية والاستماع للموسيقى المختلة حينهالكن عند تم تفسير معنى كلمات الأغنية تبين أنها غير مبهجة واحتفالية كما تشير الموسيقى أو الرقصة، لكنها تدور حول قصة فتاة تدعى «ماكارينا»، خططت لخيانة حبيبها مع اثنين من أصدقائه في أثناء خروجه ليقدم طلبا للالتحاق بالجيش.